# Eublemma popovi
Eublemma popovi is een vlinder uit de familie van de spinneruilen (Erebidae). De wetenschappelijke naam van deze soort werd voor het eerst voorgesteld als Porphyrinia popovi door Edward Parr Wiltshire in een publicatie uit 1953.
De soort komt voor in Iran.